# Mamadú Serifo Jaquité
Mamadú Serifo Jaquité, né le 20 avril 1960, est un homme politique bissau guinéen. Il est le ministre de la Présidence du Conseil des ministres et des Affaires parlementaires au gouvernement de Nuno Gomes Nabiam,.